# Bo Peep
Bo Peep es un personaje ficticio de la saga de películas animadas Toy Story creada por Pixar y su voz es prestada por la actriz Annie Potts. Es una pastorcilla de porcelana y es el interés amoroso de Woody. Tiene un aspecto tierno, amable y elegante. En las dos primeras películas es un personaje secundario, mientras que en Toy Story 4 es como un personaje principal luego de ausentarse en la tercera película. Su nombre está inspirado en la famosa canción infantil Little Bo-Peep. En Hispanoamérica se le llamó Betty en todas sus apariciones, excepto en Toy Story 4 cuando se decidió usar el nombre original.

## Diseño del personaje
Bo Peep es un personaje secundario en las dos primeras películas y uno principal en Toy Story 4. La artista de historia, Carrie Hobson, dijo a GameSpot que el personal de la producción decidió redefinir al personaje en la cuarta entrega, trabajando en los rasgos de personalidad y últimamente posicionándola como "un personaje que decidió que no se sentaría en un estante a dejar que la vida pasara. Ella aprendió a adaptarse." Stylist entrevistó a unos miembros del personal, quienes explicaron "que estamos tratando de crear un personaje fuerte. Para reinformar la idea, nosotros nunca quisimos ver su pelo moverse." Respecto a su look, Kihm añadió: "ella es atlética, y su nuevo atuendo da esa sensación de libertad que expresa su atletismo."

### Personalidad
Bo Peep es retratada como un romántico y nivelado juguete. Ella es descrita como alguien gentil, elegante y de buen corazón. Ella tiene sentimientos fuertes hacia Woody y lo cuida, lo que le causa (también con Slinky) de darle el beneficio de duda cuando el presuntamente asesina a Buzz Lightyear, a quien ella considera atractivo, y constantemente susurra a la pared su preocupación por donde estaría Woody. A pesar de esto, ella todavía se comporta como un espíritu libre. Ella solo cree lo que ha visto, como cuando ve a través de los visores de Lenny a Buzz detrás de Woody a bordo de Control, mientras el resto de juguetes inmediatamente toman su palabra. Cuando es movida al cuarto de Molly, ella se vuelve una líder entre sus juguetes como es descrita por Woody ya que es la más capaz de calmar los gritos de Molly durante la noche, lo que causa gran tristeza en los demás. A pesar de ser comúnmente mostrada como un juguete de Molly, Andy también jugaba mucho con ella, ejerciendo el papel de damisela en apuros en sus historias, que posteriormente es rescatada por Woody.
Desde que partió de Andy, Bo ha tomado un punto de vista diferente en la vida. Como un juguete perdido, no le importa ser amada por un niño, y esta abierta a ver el mundo.

## Actuación de voz
La actriz de voz Annie Potts prestó su voz al personaje en Toy Story, Toy Story 2 y Toy Story 4. Respecto al retrato de Bo en la cuarta película, Potts dijo a Glamour que Bo "es independiente, capaz y confindente. Bo es escrita y concebida para inspirar como ella ve la vida subir y bajar con gracia." La supervisora de historia Valerie LaPointe dijo que Potts dio esta nueva versión de Bo una voz grave, más fuerte y con natural hablar. La animadora de dirección Patty Kihm dijo: "si tú la ves de cerca, tú miras grietas en su pelo — esto es para recordar a la audiencia que está hecha de porcelana."
En el videojuego Toy Story Racer, Bo es interpretada por Rebbeca Wink.

## Apariciones

### Toy Story
En Toy Story, Bo es usada como la damisela en apuros durante los juegos de a Andy y se preocupa mucho por Woody, pero deja de confiar en él cuando arroja a Buzz Lightyear por la ventana. Cuando se mudan, Bo observa a Woody y Buzz en Control, volviendo a confiar en Woody. 

### Toy Story 2
En Toy Story 2, Bo se preocupa cuando Woody es robado por el coleccionista de juguetes Al McWhiggin, pero no acompaña al grupo a salvarlo. Al final, ella observa el concierto que Wheezy da con su silbato reparado.

### Toy Story 3
En Toy Story 3, Bo es observada en una breve escena durante el inicio, pero no habla. Durante la película, es mencionada como un juguete donado.

### Toy Story 4
En Toy Story 4, Bo regresa como un juguete perdido. Cuando Woody le pide ayudarlo para salvar a Forky, esta accede. Durante el intento de rescate, el intento falla cuando son atacados por Dragón, un gato atigrado gris que adora destruir juguetes, y se marcha con el grupo luego de ser insultada indirectamente por Woody. Luego de oír el mal hablar de Giggle por la lealtad de Woody hacia Bonnie (su nueva niña), Bo regresa para ayudar a Woody y la muñeca Gabby Gabby, quien logra conseguir una niña. Bo se queda con Woody, junto a él ayuda a varios juguetes perdidos a obtener niños por el carnaval.

### Futura aparición
En 2020, Disney+ lanzó un cortometraje titulado Lamp Life acerca de como Bo regresa y se queda con Woody.
- Datos: Q20823443
- Multimedia: Bo Peep (Toy Story) / Q20823443